# 史蒂夫·特拉普莫尔
史蒂夫·特拉普莫尔（英語：Steve Trapmore，1975年3月18日—），英国男子赛艇运动员。他曾代表英国参加2000年夏季奥林匹克运动会赛艇比赛，获得男子八人单桨有舵手金牌。